# Mariana Van Rankin
Mariana Van Rankin, née le 12 août 1989 à Mexico, Mexique, est une actrice mexicaine. Elle est la sœur du footballeur José Van Rankin et de Allan Van Rankin. Elle est la nièce de l'acteur et présentateur Jorge Van Rankin (Burro Van Rankin).

## Carrière
Elle commence ses études artistiques en 2005 à l'école de comédie d'André Soler, connue sous le nom de CECAP, qu'elle prolonge jusqu'en 2006 et complète par des études à CasAzul, l'école des arts scéniques d'Argos.
En 2007, elle fréquente le Centre de Educación Artistica (CEA) de Televisa jusqu'en 2009. 
En 2009, elle débute professionnellement dans un petit rôle dans la pièce de théâtre, Sabor amargo sous la direction de Claudia Ríos.
2010 représente l'année de ses débuts comme actrice. Elle intègre sa première telenovela, Llena de amor produite par Angelli Nesma pour Televisa. Dans le même temps, elle participe au film Borrar de la memoria, dirigé par Alfredo Gurrola et Magenta Films.
En 2012, Mariana reçoit son premier rôle de protagoniste juvénile dans la production de Carlos Moreno, Amor bravio où elle interprète Luzma.
En 2014, elle est sélectionnée par le producteur Nicandro Díaz pour jouer dans la telenovela Hasta el fin del mundo. Elle joue aux côtés de Miguel Martínez (qui incarne Lucas) et de Jade Fraser (qui incarne Daniela). Elle a fait la connaissance de Jade Fraser au cours de ses études au CEA.
Mariana parle anglais et pratique la danse et l'équitation. Elle entretient actuellement une relation avec Miguel Martínez qui joue aussi ce rôle dans la telenovela Hasta el fin del mundo.

## Filmographie

### Telenovelas
- 2010 - 2011 : Llena de amor : Delicia Flores de Ruiz y de Teresa
- 2012 : Amor Bravío : Luz María « LuzMa » Martínez[2]
- 2013 : La tempestad
- 2014 : Hasta el fin del mundo : Marisol Cruz

### Séries télévisées
- 2009 : Mujeres asesinas :  Jennifer (épisode "Carmen, Honrada")
- 2010 : La rosa de Guadalupe : Melina
- 2011 : El equipo : Silvia Moguel
- 2011 : Como dice el dicho : Mariana
- 2011 : Momentos : Lisa

## Théâtre
- 2009 : Sabor amargo

## Récompenses
- 2013 : Meilleure Actrice juvénile pour Amor bravio : nomination